# Powiat d'Opole Lubelskie
Pour les articles homonymes, voir Opole Lubelskie (homonymie).
Le powiat d'Opole Lubelskie (polonais : powiat opolski) est un powiat (district) de la voïvodie de Lublin, dans le sud-est de la Pologne.
Il est né le 1er janvier 1999, à la suite des réformes polonaises de gouvernement local passées en 1998. 
Le siège administratif du powiat est la ville d'Opole Lubelskie, située à 44 kilomètres (km) à l'ouest de la capitale régionale Lublin (capitale de la voïvodie). Il y a une autre ville dans le powiat: Poniatowa, située à 8 kilomètres au nord-est d'Opole Lubelskie.
Le district couvre une superficie de 804,14 kilomètres carrés. En 2006, sa population totale est de 63 026 habitants, avec une population pour la ville de Poniatowa de 9 911 habitants, pour la ville d'Opole Lubelskie de 8 832 habitants et une population rurale de 44 283 habitants.

## Division administrative
Le powiat d'Opole Lubelskie comprend 7 gminy (communes) (3 urbaines-rurales et 4 rurales) :
- 3 communes urbaines-rurales : Józefów nad Wisłą, Opole Lubelskie et Poniatowa ;
- 4 communes rurales : Chodel, Karczmiska, Łaziska et Wilków.

Celles-ci sont inscrites dans le tableau suivant, dans l'ordre décroissant de la population.
| Gmina                   | Type         | Supérficie (km²) | Population (2006) | Chef-lieu         |
| Gmina Opole Lubelskie   | urbain-rural | 193,8            | 17 795            | Opole Lubelskie   |
| Gmina Poniatowa         | urbain-rural | 84,2             | 15 146            | Poniatowa         |
| Gmina Józefów nad Wisłą | urbain-rural | 141,6            | 6 997             | Józefów nad Wisłą |
| Gmina Chodel            | rural        | 108,2            | 6 771             | Chodel            |
| Gmina Karczmiska        | rural        | 95,2             | 6 192             | Karczmiska        |
| Gmina Łaziska           | rural        | 109,3            | 5 262             | Łaziska           |
| Gmina Wilków            | rural        | 79,5             | 4 863             | Wilków            |

## Démographie
Données du 30 juin 2005 :
| Description | Total  | Total | Femmes | Femmes | Hommes | Hommes |
| ----------- | ------ | ----- | ------ | ------ | ------ | ------ |
| Unité       | Nombre | %     | Nombre | %      | Nombre | %      |
| Population  | 63 360 | 100   | 32 433 | 51,19  | 30 927 | 48,81  |
| Urbain      | 18 902 | 29,83 | 9 957  | 15,71  | 8 945  | 14,12  |
| Rural       | 44 458 | 70,17 | 22 476 | 35,47  | 21 982 | 34,69  |

## Histoire
De 1975 à 1998, les différentes gminy du powiat actuel appartenaient administrativement à l'ancienne  voïvodie de Lublin.